# Urritza
Urritza en basque (Urriza en espagnol) est un village situé dans la commune d'Imotz dans la Communauté forale de Navarre, en Espagne. Il est doté du statut de concejo.
Urritza est situé dans la zone linguistique bascophone de Navarre.

## Géographie
Le monticule Elizkasko de 548 m surplombe le village au nord.
Le village est situé au sud-est du massif d'Aralar et à l'ouest du massif de Pagadiandieta-Arraldegaina et au sud du massif d'Aiztondo. Les montagnes de cette ville sont Oianzabal du côté d'Udabe et Eltzano du côté de Goldaratz.
Au sud du village coule la rivière Larraun Ibaia (rivière Larraun) qui longe aussi avec l'autoroute de Leitzaran dans la vallée de Leitza.

## Histoire
L'ancienne voie royale passait juste à côté du village d'Urritza, mais c'est dans la muga (frontière) avec Latasa que se trouvait une benta très influente : Txurikain. La benta est toujours debout.
26 ans avant la construction de la route, les habitants de la ville avaient construit un magasin dans la ville même, Auzoetxea, mais en 1787, lorsqu'une nouvelle route fut construite, il a été complètement isolé. Plus tard, en 1799, la ville a construit une autre auberge, qui est aujourd'hui connue sous le nom de Benta d'Urritza.

## Architecture
Dans la ville, nous pouvons trouver quatre belles maisons: Garaikoetxea, Mikelenea, Etxeberria et Azpikoetxea, toutes du XVIIIe siècle.
L'église était au-dessus de la ville, dans un kaskoa (« casque » en basque qui signifie sommet). Actuellement le nom du sommet est Elizakasko, mais comme il n'était pas facile pour les habitants et encore moins pour ceux de la Benta, d'y accéder, en 1961 une nouvelle fut construite, avec les écoles, entre le quartier de la benta et la ville. Le projet de l'église a été préparé par l'architecte Fernando Nagore Alcázar et pour l'époque le style était très moderne et frappant.

## Langues
Cette commune se situe dans la zone bascophone de la Navarre dont la population totale en 2018, comprenant 64 municipalités dont Imotz, était bilingue à 60.8%, à cela s'ajoute 10.7% de bilingues réceptifs. En 2011, 53.2% de la population d'Imotz ayant 16 ans et plus avait le basque comme langue maternelle.

## Patrimoine

### Patrimoine religieux
- L'église paroissiale de San Joan Bataiatzailea (Église de Saint Jean-Baptiste)[5].